# Calliopsis sonorana
Calliopsis sonorana is een vliesvleugelig insect uit de familie Andrenidae. De wetenschappelijke naam van de soort is voor het eerst geldig gepubliceerd in 1969 door Timberlake.